# SimFarm
SimFarm: SimCity's Country Cousin — відеогра-симулятор, створена студією Maxis, і видана в 1993 році для DOS, у 1994 для Macintosh і в 1996 для Windows. Є четвертою грою серії Sim після SimCity, SimEarth і SimAnt.

## Ігровий процес
Гравець управляє клаптиком землі, на якій він повинен розбудовувати свою ферму, де він може займатися скотарством або вирощуванням сільськогосподарських культур і надалі — продажем товарів для міста з метою отримання великих прибутків. У грі реалізована система погоди і сезонів, для більшої реалістичності. У грі також є безліч речей, які можуть значно нашкодити фермі, наприклад комахи-шкідники, посуха, торнадо, пилові бурі тощо. На території ферми можна будувати склади для зберігання врожаю, зрошувальні канали, комори тощо. Поруч із фермою розташовується невелике місто, технічно подібне до SimCity, в яке можна здійснювати поставку харчів. Спочатку гравцеві будуть доступні 9 локацій, на одній із яких він зможе розвивати ферму, кожна з них має різні кліматичні умови. Кожну культуру необхідно саджати відповідно до сезону, при цьому різні рослини вимагають різного догляду та слабкі перед певними шкідниками і хворобами, від яких гравець повинен вчасно позбуватися. Для більш ефективної роботи на фермі гравець повинен купувати обладнання (трактор, комбайн, вантажівка тощо). Худоба вимагатиме догляду.

## Критика
Дон Рохеліо, критик новинного порталу Game Examiner зазначив, що гра принципово відрізняється від широковідомої гри з Facebook, де треба розвивати ферму, оскільки вона максимально наближена до реалізму і є скоріше повчальною для молодих менеджерів. Адже для підтримки ферми тут необхідно враховувати такі природні фактори, як пора року, швидкість вітру, кислотність ґрунту, також тут важливу роль відіграє й економічний чинник.
В іншому огляді було також зазначено, що гра є неймовірно важкою і непослідовною, що робить її через кілька годин гри непривабливою для тих, хто любить отримувати задоволення від ігор.